# Adolfo Urso
Adolfo Urso (né le 12 juillet 1957 à Padoue) est un homme politique italien. 
Député membre du MSI puis de l'Alliance nationale, il est vice-ministre des activités productives, chargé du commerce extérieur pendant huit ans, de 2001 à 2006 et de 2009 à 2010, dans les gouvernements Berlusconi. Sénateur Frères d'Italie depuis 2018, il est nommé ministre de l'Entreprise et du Made in Italy en octobre 2022 dans le Gouvernement Meloni.

## Biographie
Né à Padoue dans une famille sicilienne, Adolfo Urso passe par le scoutisme et s'engage au Front de la Jeunesse, organisation de jeunesse du Mouvement social italien (MSI), et en intègre la direction nationale en 1988.
Après avoir étudié à Acireale et à Catane, Adolfo Urso est diplômé en sociologie à l'université « La Sapienza » de Rome, et devient journaliste, adhérent à l'Association des journalistes du Latium depuis 1984. Il écrit dans la publication néo-nazie Controcorrente puis au Secolo d'Italia, il devient directeur adjoint du quotidien Roma et chef de la rédaction de Italia settimanale en 1993.
Au sein du MSI, il est l'un des animateurs le courant interne du MSI, "Proposta Italia", dirigé par Domenico Mennitti et rejoint le secrétariat politique du MSI-DN en 1989 et en dirige le service de l'information. 
Il participe à la création de l'Alliance nationale dont il présente les travaux lors du congrès fondateur à Fiuggi.
Il entre à la Chambre des députés lors des élections de 1994 et est nommé en 2001 vice-ministre des activités productives, chargé du commerce extérieur dans les gouvernements Berlusconi II et III jusqu'à la chute du Cavaliere en 2006.
Il intègre Il Popolo della Libertà en 2008 et se rapproche de Silvio Berlusconi après avoir rompu avec Gianfranco Fini. Il retrouve le commerce extérieur comme vice-ministre au Développent économique de 2009 à 2010.
Après avoir été membre du groupe parlementaire Futur et liberté pour l'Italie en 2010, il fonde l'association Fareitalia afin de créer un nouveau centre-droit libéral, social et européen, appartenant au Parti populaire européen. Le 9 juillet, avec Andrea Ronchi et Giuseppe Scalia, il démissionne de FLI et s'inscrit parmi les non-inscrits. Il vote la confiance au gouvernement Berlusconi IV le 14 octobre 2011.
En 2013, il délaisse la politique pour fonder une société de conseil pour l'internationalisation des entreprises, Italy World Services.
Il rejoint Frères d'Italie en 2015 et est élu sénateur pour la Vénétie lors des élections du 4 mars 2018.
Urso prend la présidence du Comité pour la sécurité de la République (Copasir) en juin 2021, après en avoir été vice-président, n'obtenant pas les voix de la Ligue qui souhaitait que Raffaele Volpi, issu de ses rangs, conserve cette fonction. A ce poste, il prend la parole régulièrement sur les questions géopolitiques et de sécurité nationale qu'il affectionne. 
En octobre 2022 Adolfo Urso est nommé par Giorgia Meloni ministre du Développement économique, rebaptisé ministre de l'Entreprise et du Made in Italy.
Divorcé et père de trois enfants, Urso est l'auteur de quatre livres, dont l'un coécrit par Maurizio Gasparri. En 1983, il était l'un des auteurs du livre Athlètes en chemises noires. Le sport dans l'Italie de Mussolini.